# أندريه كروغر
أندريه كروغر (بالألمانية: André Krüger)‏ هو رياضياتي ألماني، ولد في 12 مايو 1960 في هانوفر في ألمانيا.